# Листоед злаковый
Листоед злаковый (лат. Chrysolina cerealis) — вид жуков подсемейства хризомелин (Chrysomelinae) из семейства листоедов (Chrysomelidae). Единственный представитель подрода Chrysomorpha.

## Распространение
Распространён от британских островов и Центральной Европы восточнее через Юго-Восточную Европу, Кавказ, Казахстан и Монголию до Уссури. В Великобритании этот вид официально охраняемый и находится в статусе «таксон под угрозой исчезновения». Жуки данного вида внешне очень напоминают жуков вида Chrysolina americana.
Взрослые жуки встречаются с апреля по сентябрь; яйцекладка происходит в июне; личинки встречаются с сентября по октябрь. Зимуют личинки, но также зимовать могут и молодые жуки. Питаются на губоцветных и злаковых.

## Описание
Длина тела жуков 5,5—11 мм. Тело жуков окрашено в яркие цвета — красный, золотистый, зелёный и синий. Низ тела тёмно-синий, верх — медно-красный; наличник, темя, три продольных полосы перелнеспинки, шов, боковой край и три продольных полосы на каждом из надкрылий фиолетовые. Либо низ тела фиолетовый, верх — грязно-медный с зелёными или синими полосками, которые иногда исчезают. Либо верх тела фиолетовый с пурпурным оттенком и чёрно-синими или зелёными полосками. Либо, о северных особях, верх тела синий с едва заметными чёрными полосками или без них. Либо верх тела полностью чёрный.
Боковые валики на переднеспинке хорошо развиты и отделены от диска отвесной стенкой у основания переднеспинки; эпиплевры переднеспинки матовые. Эдеагус с простым флагеллумом.

## Экология
Жуки обитают в лесах, лесистых местностях, лугах и пустырях, на также встречаются и на горных лугах на высоте около 600 метров над уровнем моря. Основным кормовым растением в рационе особей данного вида является чабрец ранний. Помимо данного вида тимьяна они питаются следующими растениями: мята, полынь, чабер горный, пахучка обыкновенная. Личинок и имаго можно наблюдать в дневное время суток на растениях, растущих из щелей скал либо под ними.

## Развитие и размножение
Имаго откладывают яйца на острые концы травянистых растений. Личинки питаются на Thymus polytrichus, отдавая большее предпочтение цветкам.

## Подвиды
- Chrysolina cerealis cerealis (Linnaeus, 1767) — Центральная и Западная Европа[4];
- Chrysolina cerealis cyaneoaurata (Motschulsky, 1860) — Сибирь, Монголия[4];
- Chrysolina cerealis megerlei (Fabricius, 1801) — Центральная и Юго-Восточная Европа;
- Chrysolina cerealis mixta (Küster, 1844) — Альпы, Пиренеи[4];
- Chrysolina cerealis plorans Bechyné, 1948
- Chrysolina cerealis rufolineata (Motschulsky, 1860) — северный Кавказ, Украина, Крым, европейская Россия[4].